# 陳家彥

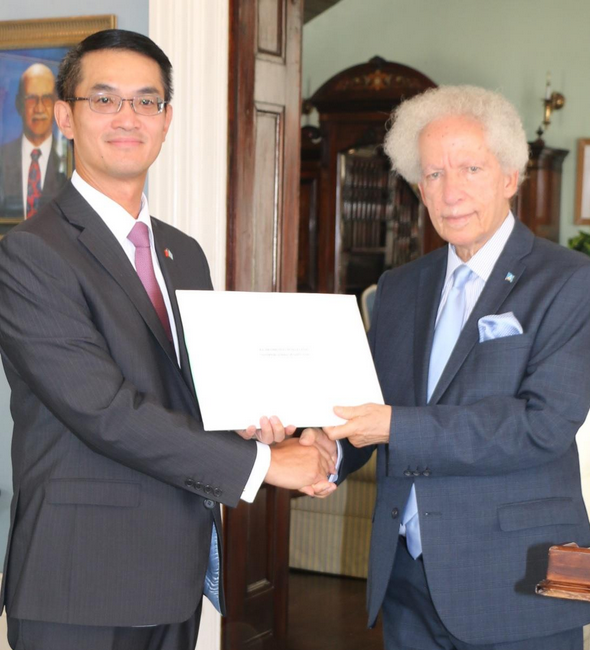
2020年8月10日，陳家彥向聖露西亞總督伊曼紐爾·內維爾·史納克爵士呈遞到任国书。

陳家彥，中華民國外交官。畢業於國立政治大學外交學系，曾任駐溫哥華臺北經濟文化辦事處秘書、外交部禮賓處副處長、駐休士頓臺北經濟文化辦事處總領事銜處長、駐聖露西亞大使等職務。

## 職業生涯
2018年6月，中華民國駐美國代表高碩泰在駐休士頓辦事處長陳家彥陪同下，應美國職棒大聯盟2017年世界大賽冠軍的休士頓太空人隊邀請，前往球隊主場的美粒果球場為太空人隊與坦帕灣光芒隊的比賽開球，並慶祝臺灣與德州締結姊妹州三十週年紀念。
2019年1月，駐休士頓辦事處長陳家彥率領職員以及艾爾帕索臺灣商會，前往埋葬第二次世界大战期間赴美國受訓而殉職的52名中華民國空軍飛行學員的德州艾爾帕索布利斯堡國家公墓，在國家公墓主任James Porter陪同下，向每名殉職國軍的墓碑旁插上中華民國國旗與鮮花以示追思。
駐休士頓辦事處長陳家彥多次投書《休斯敦纪事报》，對於臺灣參與联合国气候变化框架公约（UNFCCC）、參與世界衛生組織（WHO），以及中國大陸片面啟用M503航路、要求在其境內的跨國公司將臺灣列為其一省等問題發表看法。
2021年11月，駐聖露西亞大使陳家彥與該國總理皮耶在內閣閣員見證下，共同簽署兩國推動《後疫情時期協助拉丁美洲及加勒比海經濟復甦暨青年與婦女賦權計畫》、《青年暨婦女就業創業及包容性金融技術協助》合作意向書。

### 涉嫌性騷擾
2025年8月，監察院新聞稿表示，外交部外交及國際事務學院大使回部辦事陳家彥於2016年，在駐點飯店性骚扰女部屬，經外交部性騷擾申訴評議委員會決議性騷擾成立，但外交部未給予任何行政懲處。監察院指出，此行為不但侵犯被害人人格尊嚴，也嚴重影響國家及外交人員形象，且在監察院詢問時仍否認相關行為，當行政處置不足以維持公務紀律時，依法提案弹劾獲通過，並移送懲戒法院審理。